# Photographie femtoseconde

a) Schéma complet du système La paire de séparateurs de faisceau suivie d'une tige de verre convertit une seule impulsion femtoseconde en un train d'impulsions temporellement linéairement compressé avec des sous-impulsions voisines séparées par tsp, qui peuvent être réglées en fonction de l'expérience. b) Illustration détaillée du schéma de dispersion spectrale (encadré noir en pointillés). c) Composition d'une image CUSP brute dans s-View, qui comprend à la fois la dispersion spectrale par le réseau dans la direction horizontale et le cisaillement temporel par la caméra à balayage dans la direction verticale. BS, séparateur de faisceau ; DMD, dispositif de micromiroir numérique ; G, réseau de diffraction ; L, objectif ; M, miroir.[1

La photographie femtoseconde est une technique photographique utilisant un laser femtoseconde pour illuminer la scène photographiée avec une durée d'exposition extrêmement courte (de l'ordre non pas de la femtoseconde mais en fait de la picoseconde).  La technique est développée depuis 2011 par une équipe du MIT Media Lab dirigée par Ramesh Raskar.
Le laser agit comme un stroboscope: il émet une série de trains d'ondes dont chacun a une longueur de l'ordre du millimètre.  L'appareil photographique est alors synchronisé pour prendre un cliché par paquet de lumière émis.  La recombinaison des données ainsi collectées permet d'obtenir une image avec un niveau suffisant d'illumination.  En ajustant la synchronisation il est aussi possible d'obtenir une séquence vidéo du trajet de la lumière, comme si la scène avait été filmée avec une caméra ultrarapide, montrant un paquet de lumière éclairant progressivement la scène.